# Тупа (округ Левіце)
Тупа (словац. Tupá) — село, громада округу Левіце, Нітранський край. Кадастрова площа громади — 11.97 км².
Населення 571 особа (станом на 31 грудня 2018 року).

## Історія
Тупа згадується 1332 року.

## Населення
| Рік:            | 1994. | 2004.   | 2014.   | 2024.   |
| --------------- | ----- | ------- | ------- | ------- |
| Кількість осіб: | 643   | 620     | 599     | 554     |
| Різниця:        |       | -3,57 % | -3,38 % | -7,51 % |

| Рік:            | 2023. | 2024.   |
| --------------- | ----- | ------- |
| Кількість осіб: | 565   | 554     |
| Різниця:        |       | -1,94 % |